# El origen de los guardianes
El Origen de los Guardianes (en inglés: Rise of the Guardians) es una película animada, producida por DreamWorks Animation, siendo esta la última película del estudio en ser distribuida por Paramount Pictures, fue estrenada el 21 de noviembre de 2012 en Estados Unidos. El filme fue dirigido por Peter Ramsey, con guion de David Lindsay-Abaire mientras que William Joyce y Guillermo del Toro fueron los productores ejecutivos. La película está basada en la serie de libros The Guardians of Childhood del mismo Joyce y el corto The Man in the Moon de Joyce y Reel FX. Fue nominada a varios premios entre los que destaca un Globo de Oro en la categoría de mejor película de animación.
Se establece unos 200 años después de la serie de libros, la película cuenta la historia de los Guardianes (Norte o Santa Claus, el Hada de los Dientes, Bunnymund o Conejo de Pascua, y el Hombre de Arena), que alistan a Jack Frost para evitar que Pitch deje sumido al mundo en oscuridad. Cuenta con las voces de Chris Pine (Jack Frost), Isla Fisher (Hada de los Dientes), Hugh Jackman (el Conejo de Pascua), Alec Baldwin (Santa Claus), Jude Law (Pitch) y Dakota Goyo (Jamie).

## Argumento
Alrededor de 1712, la Luna resucita a Jack, un muchacho que había muerto al caer dentro de un lago helado. Jack descubre un cetro mágico que congela todo lo que toca, convirtiéndose en el espíritu del invierno, Jack Frost (Jack Escarcha en España). Trescientos años después, en el 2012, uno de los Guardianes de los Niños, Norte (Santa Claus), se da cuenta de que el enemigo de los Guardianes, Pitch (Sombra en España, El Coco en Hispanoamérica), ha vuelto y está amenazando a los niños del mundo. Norte llama a los demás Guardianes: Hada (el Hada de los Dientes), Meme (Sandy en España; el Creador de Sueños) y Conejo (el Conejo de Pascua). La Luna les dice que necesitan un nuevo Guardián para que les ayude a derrotar a Pitch. Para sorpresa de todos, la Luna elige a Jack Frost, que actualmente vive infeliz y sin poder relacionarse con nadie, ya que ningún niño cree en él, así que nadie puede verle ni oírle. Jack al principio rechaza unirse a los Guardianes, pero accede después de que Norte le explique su misión y la amenaza de Pitch.
Hace mucho tiempo, los Guardianes hicieron que los niños dejaran de creer en Pitch, así que actualmente nadie puede ver a Pitch. Pitch planea vengarse haciendo que los niños dejen de creer en los Guardianes y crear un mundo lleno de miedo y oscuridad. Las pesadillas secuaces de Pitch atacan el palacio de Hada y secuestran a todas las mini hadas, menos a una, que es rescatada por Jack. Las mini hadas son las que hacen el trabajo de Hada, repartir dinero a cambio de dientes. Con las mini hadas secuestradas, los niños despiertan, ven que sus dientes siguen debajo de la almohada y su fe en los Guardianes disminuye, para alegría de Pitch. Las pesadillas roban también los dientes de los niños, que contienen los recuerdos de los niños, incluyendo también los de Jack, ya que era un niño normal antes de ser Jack Frost. Jack se da cuenta de que si recuperara sus dientes, recordaría su vida pasada y comprendería por qué la Luna lo escogió. Jack y los demás Guardianes deciden recoger los dientes que quedan, para que los niños sigan creyendo en Hada. La idea sale bien, pero son vistos por Jamie Bennet, un niño que cree en todos los Guardianes, menos en Jack, por lo que no puede verle. Pitch se entera de los que están haciendo los Guardianes, así que ataca a Jack y a Sandman. A pesar de los esfuerzos de Jack para salvarle, Sandman es acorralado por las pesadillas y es supuestamente destruido por Pitch.

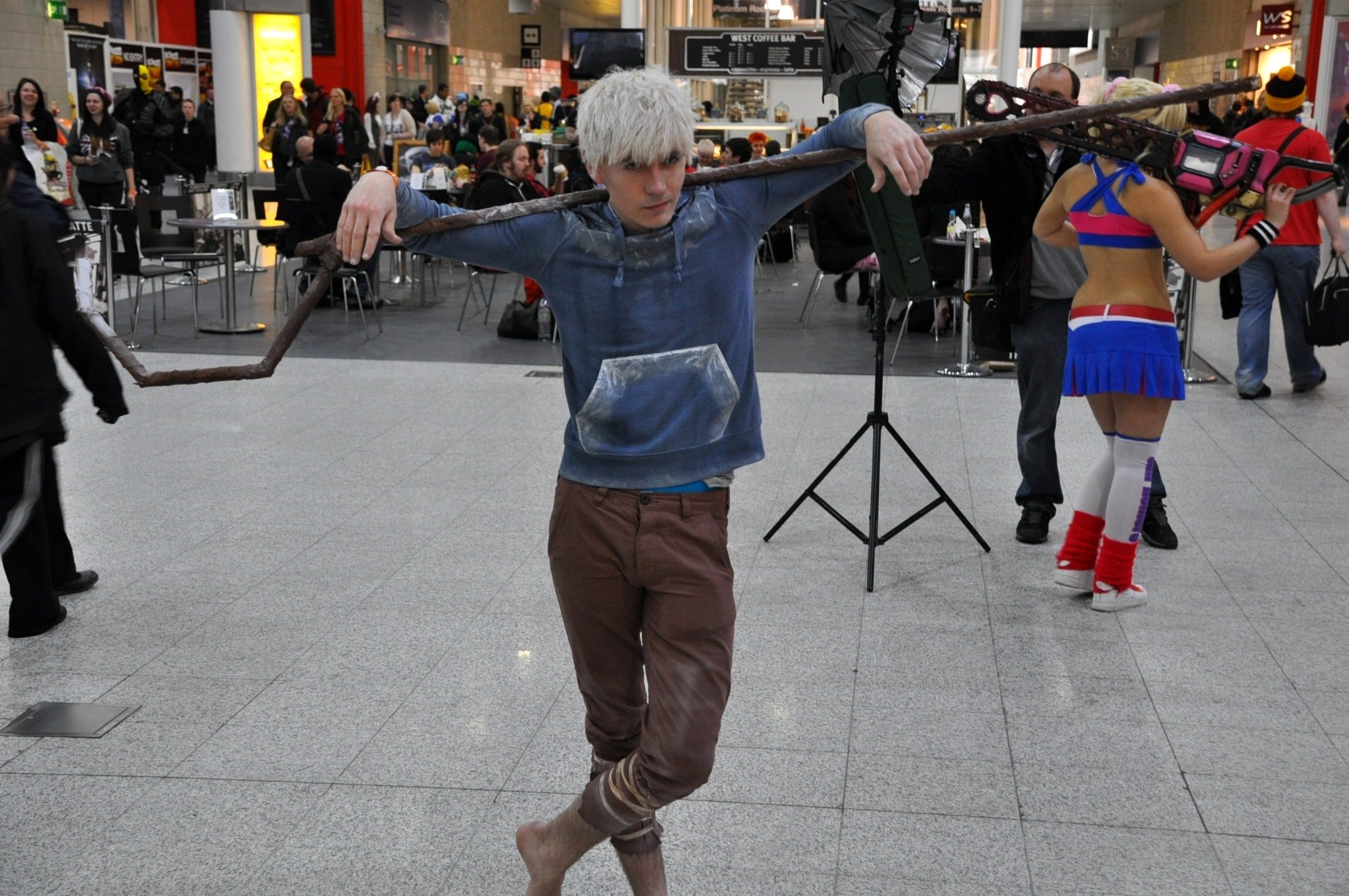
Jack Frost

Los Guardianes, abatidos, se concentran, entonces, en el próximo rally, ayudando al Conejo de Pascua a preparar los huevos de Pascua para mantener la creencia de los niños fuerte, aunque un poco complicado por la intrusión de la hermana de Jamie, Sophie. Para que la operación no tenga problemas a la fase de distribución, Jack lleva a Sophie a casa y descubre que la entrada a la sede de Pitch, donde las mini hadas de los dientes están encerradas. Pitch le insta a hacerse a un lado como una parte neutral con la promesa de sus recuerdos de dientes. Jack se niega y Pitch ataca el dominio del Conejo de Pascua, arruinando la distribución de huevos de Pascua y la fe de los niños en él.
Los Guardianes tenían el espíritu quebrantado. Un abatido Jack sale a la Antártida. Allí, Pitch lo tienta a unir sus fuerzas, diciéndole que el miedo y el frío quedan bien juntos; pero Jack se niega de nuevo, ya que él quiere ser amado, no temido. En respuesta, Pitch revela que tiene a la mini hada que no fue secuestrada, y amenaza con matarla, a menos que Jack abandone lo que el mismo Pitch piensa que es la fuente de su poder, su cayado. Jack lo sostiene y se lo da, pero Pitch se niega a entregarle a la mini hada. Esta pica a Pitch en la mano, y logra escapar. Pitch rompe el cayado de Jack. Este se siente muy débil y cae en una grieta con la mini hada, mientras Pitch le tira el cayado roto. Para hacer frente a la desesperación de Jack, la mini hada lo convence de abrir sus recuerdos, que le revelan que era un muchacho mortal que murió salvando a su hermana Emma de ahogarse en un lago, se transformó en el Espíritu del Invierno, y fue elegido como tutorado por el hombre de la Luna debido a su heroísmo. Inspirado por esta revelación, Jack es capaz de restaurar su cayado y su poder, que siempre ha residido en él mismo. Los Guardianes y Pitch se dan cuenta de que ya solo hay un niño creyendo en el planeta: Jamie. Jack emprende, entonces, una carrera hacia la casa de Jamie. Cuando llega, encuentra a Jamie pidiendo a su conejo de peluche que le dé una señal de que el Conejo de Pascua existe. Al no encontrar respuesta por el momento, su fe comienza a disminuir, Jack crea escarcha en su ventana y dibuja un huevo de Pascua y posteriormente un conejo, luego hace nevar dentro del cuarto de Jamie y este se da cuenta de que no es el conejo sino "Jack Frost", terminología que la madre de Jamie utilizaba para que él usara siempre su chamarra en días de frío. Entonces Jamie cree en él y finalmente puede verlo. Los Guardianes, debilitados, llegan a la casa de Jamie, mientras que Jamie reúne a sus amigos para enseñarles que los guardianes existen. Y así, los guardianes recuperan sus fuerzas. Al enfrentarse a Pitch, este se da cuenta de que no puede competir contra la fe de los niños, pero este persiste. Sandman es resucitado por esta creencia, y se une a la lucha, dejando a Pitch derrotado y la fe de los niños restaurado en el mundo. Pitch es atacado por sus propios miedos y se ve obligado a vivir de nuevo en su guarida, para no volver jamás.
Luego de esta victoria, Jack finalmente realiza el juramento, tomando su cargo como un Guardián y decide proteger a los niños del mundo.

## Reparto
| Personaje                            | Actor de voz     | Actor de voz          | Actor de voz      |
| ------------------------------------ | ---------------- | --------------------- | ----------------- |
| Jack Frost (Jack Escarcha en España) | Chris Pine       | Mane de la Parra      | Carlos Larios     |
| Norte (Santa Claus)                  | Alec Baldwin     | Carlos Segundo Bravo  | Carlos Kaniowski  |
| Hada                                 | Isla Fisher      | Maite Perroni         | Ana Esther Alborg |
| Conejo de Pascua                     | Hugh Jackman     | Idzi Dutikiewicz      | Gabriel Jiménez   |
| El Coco (Sombra en España)           | Jude Law         | Sergio Gutiérrez Coto | José Posada       |
| Jamie Bennett                        | Dakota Goyo      | Emilio Treviño        | Mario García      |
| Caleb                                | Khamani Griffin  | Fernando Calderón     | Iván Sánchez      |
| Claude                               | Kamil McFadden   | José Antonio Toledano | Bruno Muñoz       |
| Sophie Bennett                       | Georgie Grieve   | Melissa Gutiérrez     | Lucía Vázquez     |
| Sra. Bennett                         | Emily Nordwind   | Alma Juárez           | Margot Lago       |
| Monty                                | Jacob Bertrand   | Iván Bastidas         | Gabriel Sánchez   |
| Pippa                                | Olivia Mattingly | María García          | Sofía Álvarez     |
| Cupcake (Bollito en España)          | Dominique Grund  | Jessica Ángeles       | María Peinado     |
| Mary Frost                           | Olivia Mattingly | Andrea Arruti         | Ángela Arrelano   |

## Producción
En 2005, William Joyce y Reel FX lanzó una joint venture, diversiones Aimesworth, para producir CG-largometrajes animados, uno de los cuales fue creado para ser los guardianes de la infancia, basados en la idea de Joyce. La película no se realizó, pero sí se creó un cortometraje animado, The Man in the Moon, dirigido por Joyce, que introdujo la idea de Guardianes, y sirvió de inspiración para la película.
A principios de 2008, Joyce vendió los derechos cinematográficos a DreamWorks Animation, después de que el estudio le aseguró que respetaría su visión de los personajes y que iba a estar involucrado en el proceso creativo. En noviembre de 2009, se reveló que DreamWorks había contratado a Peter Ramsey para hacer su debut como director de lo que entonces se titulaba Los Guardianes y al dramaturgo David Lindsay-Abaire a la escritura. Joyce actuó como codirector de los primeros años, pero dejó el cargo después de la muerte de su hija Mary Katherine, quien murió de un tumor cerebral. Joyce siguió ayudando como productor ejecutivo, mientras que Ramsey se hizo cargo de la dirección completa, convirtiéndose en el primer afroamericano en dirigir una película de gran presupuesto CG animada. Al igual que con algunas anteriores películas de DreamWorks, Guillermo del Toro llegó a bordo como productor ejecutivo. Presente casi desde el principio, fue capaz de ayudar a dar forma a la historia, diseño de personajes, el tema y la estructura de la película. Él dijo que estaba orgulloso de que los cineastas estaban haciendo partes de la película "oscura y de mal humor y poética, y expresó su esperanza de que esto podría "establecer un tono diferente para las películas de la familia, para las películas de entretenimiento". El título final, Rise of the Guardians se anunció a principios de 2011, junto con el primer elenco.
Roger Deakins, el director de fotografía que ya había trabajado en la anterior película de DreamWorks Cómo entrenar a tu dragón, asesoró en la iluminación para lograr su aspecto real. Eligió referencias fotográficas para las teclas de color, y durante la producción dio notas en contraste, saturación, profundidad de campo y la intensidad de la luz. La película contiene una gran cantidad de efectos especiales, en particular las partículas volumétricas para representar a Sandman y Pitch. Para esto, DreamWorks Animation desarrollo OpenVDB, una herramienta más eficaz y formato para manipular y almacenar datos de volumen, como el humo y otros materiales amorfos. OpenVDB ya se había utilizado en el Gato con Botas y Madagascar 3: Europe's Most Wanted, y fue lanzado en agosto de 2012 de forma gratuita como un proyecto de código abierto con la esperanza de convertirse en un estándar de la industria.
Aunque la película está basada en la serie de libros de Joyce, contiene diferencias con respecto a los libros. La serie de libros, que se inició en 2011, explica los orígenes de los personajes, mientras que la película se lleva a cabo cerca de 200 años después de los libros, y muestra cómo los personajes funcionan en la actualidad. Joyce explicó: "Porque yo no quiero que la gente lea el libro y luego ir a ver la película y decir 'Oh, me gusta el libro mejor-, y yo tampoco quería que supieran lo que sucede en la película. y también sabía que durante el desarrollo de la producción de películas, muchas cosas pueden cambiar. así que quería tener una especie de distancia, por lo que hemos podido invocar a los libros y usarlos para ayudarnos a entender el mundo de la película, pero yo no quiero que sean abiertamente competitivos entre sí". La idea de los Guardianes vino de la hija de Joyce, quien le preguntó "si pensaba que Santa Claus había conocido al Conejo de Pascua". La película incluye una dedicación a ella, así como una canción, "Still Dream", cantado durante los créditos finales.
Originalmente, la película se fijaba para ser lanzada el 2 de noviembre de 2012, pero DreamWorks Animation empujó la película al 21 de noviembre de 2012 al evitar la competencia con la próximo película de Pixar Monsters University, que a su vez había sido empujado al 2 de noviembre de 2012 al evitar la competencia con The Twilight Saga: Breaking Dawn - Part 2. Monsters University fue empujado entonces al 21 de junio de 2013, con Wreck-It Ralph tomando su lugar.

## Estreno
Rise of the Guardians tuvo su estreno el 10 de octubre de 2012, en el Festival de Cine de Mill Valley en Mill Valley, California, seguido por el estreno internacional en el Festival de Cine Internacional de Roma el 13 de noviembre de 2012. En la distribución por Paramount Pictures, la película fue estrenada el 21 de noviembre de 2012, en los cines estadounidenses. Digitalmente remasterizado en IMAX 3D, se muestra en escasos cines IMAX nacionales e internacionales. Fue la segunda película en la firma Barco's Auro 11.1 formato de audio 3D, después de Red Tails. La película se proyectó también en Dolby Atmos, una tecnología de sonido envolvente introducido en 2012. Rise of the Guardians fue la última película de DreamWorks Animation distribuida por Paramount Pictures, debido a que DreamWorks ya había firmado un acuerdo de distribución por 5 años con 20th Century Fox, a partir de 2013.

### Formato casero
Rise of the Guardians fue lanzado en DVD, Blu-ray y Blu-ray 3D el 15 de marzo de 2013.
Esta fue la última película de DreamWorks Animation Lanzada en DVD que se distribuyó por Paramount Home Entertainment, ya que 20th Century Fox anunció su acuerdo de distribución con DreamWorks Animation unas pocas semanas después del lanzamiento de teatro (que se completó en agosto de 2012).

## Recepción

### Respuesta de la crítica
Rise of the Guardians recibió críticas generalmente positivas de los entendidos. Basado en 145 comentarios, la película tiene una calificación de 74% en Rotten Tomatoes agregador de revisión, con una puntuación media de 6.5/10. El consenso crítico del sitio dice: "Una especie de Vengadores para el conjunto de la escuela primaria, Rise of the Guardians es maravillosamente animado y rápidamente establecido el paso, pero es sólo regular en el departamento de contar historias." Otro agregador de revisión, Metacritic, que asigna una calificación normalizada de 100 mejores reseñas de los críticos de la corriente principal, calculó una puntuación de 57 sobre la base de 34 comentarios, o "mixtos" o promedio. La película obtuvo una "A" de los públicos consultados por CinemaScore.
Carrie Rickey de The Philadelphia Inquirer dio a la película tres estrellas y media de cuatro, y encuentra que los personajes de la película tienen "un conocimiento primordial, como si ellos fueron desarrollados por un equipo de la etiqueta de Maurice Sendak y Walt Disney." Olly Richards, de Empire escribió: "Es hermosamente diseñado, hábilmente escritas y con una frecuencia divertida para reírse a carcajadas. Para niños o adultos, esto es una fantasía para perderse en ella" Michael O'Sullivan de The Washington Post también dio a la película una crítica positiva y dijo: "Los pensamientos se convierten en cosas. Ese es el mensaje de Rise of the Guardians, una encantadora película de animación, si un poco oscura y llena de telarañas de cómo creer en algo que lo hace real, o bastante real." Roger Ebert del Chicago Sun-Times dio a la película tres estrellas y escribió en su opinión, "hay un público para esta película. No soy yo. Deduzco niños más pequeños les gustará la acción vertiginosa, la capacidad mágica para volar y el joven héroe que se ha cansado de ser sólo un nombre." A pesar de que dijo, "Sus padres y hermanos mayores pueden encontrar el tiempo de funcionamiento de 89 minutos bastante tiempo suficiente."
Todd McCarthy de The Hollywood Reporter llamó a la película "una juerga 3D de cuento animado y derivado de algunos héroes de acción inverosímiles". Por el contrario, Justin Chang en Variety dijo: "Incluso tots puede emerger sintiéndose un poco intimidado por esta fantasía colorido, enérgico e hiperactivo, que tiene momentos de encanto y belleza, pero a menudo se asemeja a una fábrica de juguetes en lugar de explotar una obra de encantamiento honesto." Joe Morgenstern de The Wall Street Journal reveló que la película "no tiene un centro de resonancia", y que el guion ", parece haber sido escrito por un comité con miembros de grupos de presión para cada personaje principal, y la acción, emplazado en los vastos entornos en todo el mapa, se propaga a lo delgado que un exceso de movimiento vicia emoción."

### Rendimiento comercial
Al 16 de diciembre del 2012, Rise of the Guardians ha recaudado unos $ 103,412,758 en América del Norte, y 203,528,912 dólares en otros países, por un total de 306,941,670 dólares en todo el mundo.
En Norteamérica, la película se estrenó con $ 32,3 millones durante su prolongada de cinco días de fin de semana, con 23,8 millones dólares el fin de semana de tres días, alcanzó el cuarto lugar detrás de The Twilight Saga: Breaking Dawn - Part 2, Skyfall, y Lincoln. La apertura de la película fue el debut más bajo para una película de DreamWorks Animation desde Flushed Away. Mientras que la película hizo un bruto más de su presupuesto de $145 millones, aún no obtenía las ganancias de DreamWorks Animation, debido a sus altos costos de producción y comercialización, lo que obligó al estudio para tomar una rebaja de $83 millones. Esta fue la primera vez que el estudio había perdido dinero en una película de animación desde Simbad: La leyenda de los siete mares. Como resultado de esto, combinado con otros factores, en febrero de 2013, el estudio anunció el despido de 350 empleados como parte de una empresa en todo el proceso de reestructuración.

## Videojuego
Un videojuego basado en la película fue lanzada por D3 Publisher el 20 de noviembre de 2012 en América del Norte, y puesto en libertad el 23 de noviembre de 2012 en Europa. Se permite a los jugadores llevar a los Guardianes en su batalla contra Pitch. Está disponible en el Wii U, Wii, Xbox 360, PlayStation 3, Nintendo DS y Nintendo 3DS.